# Paradishaven
Paradishaven (Hesede Planteskole) i Hesede Skov blev anlagt af Gisselfeld som forstbotanisk have i 1813 og i 1837 udvidet  med stauder, stenhøjsplanter og prydbuske. Haven leverede sjældne planter til botaniske haver og parker over hele Europa frem til ca. 1900.
Haven, der kun ligger få hundrede meter fra svenskekløften, lukkede i 1925 og endte med at henligge som vildnis med ganske få stier, men stadig med afmærkning af en række af de sjældne vækster. I 2009 gennemgik haven en omfattende renovering, hvor bl.a. mange af de selvsåede træer som ask, bøg, kastanje og elm blev fjernet, stierne genanlagt og de sjældne træer har fået ny skiltning.
Der er nemmest adgang til fods fra en parkeringsplads på Villa Galinavej.
- Paradishaven

|  | Denne artikel om lokaliteten Paradishaven kan blive bedre, hvis der indsættes et (bedre) billede. Du kan hjælpe ved at afsøge Wikimedia Commons for et passende billede eller lægge et op på Wikimedia Commons med en af de tilladte licenser og indsætte det i artiklen. |

55°16′22″N 11°55′21″Ø / 55.2728°N 11.9226°Ø